# Hochschule Ravensburg-Weingarten

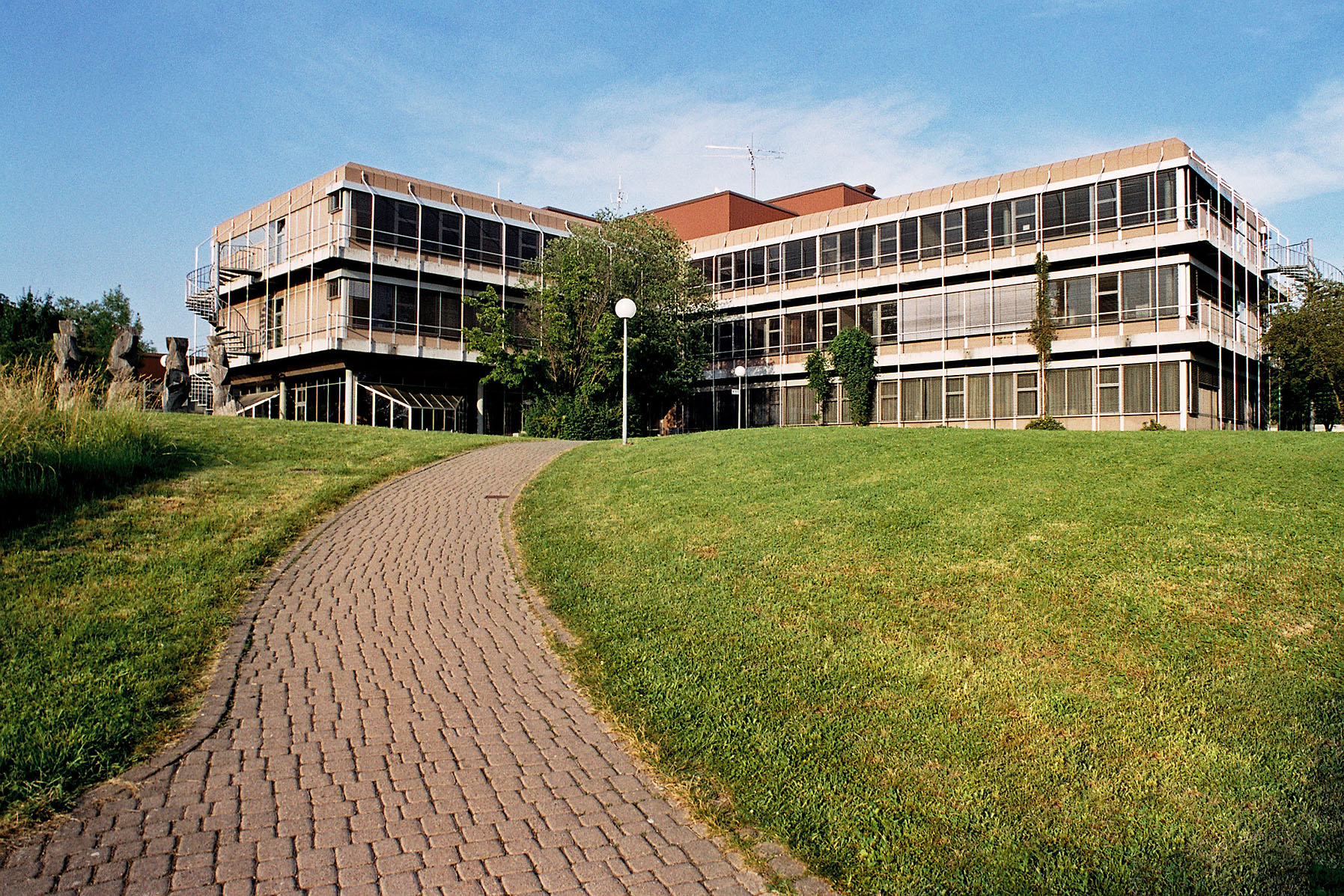
Das Hauptgebäude der Hochschule

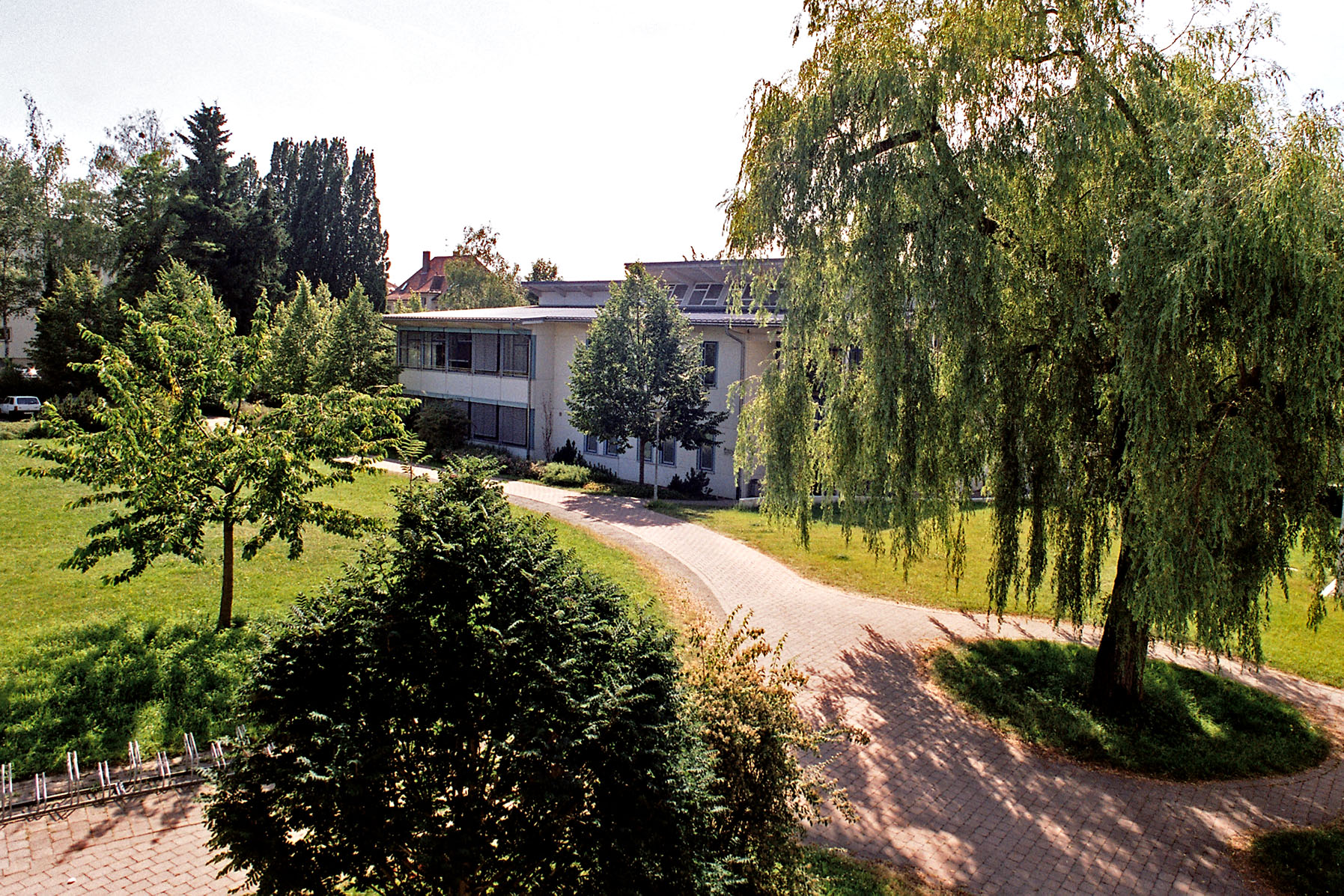
Ein Teil des Informatikzentrums

Die Hochschule Ravensburg-Weingarten (Kurz RWU; englisch University of Applied Sciences Ravensburg-Weingarten) ist eine staatliche Fachhochschule im oberschwäbischen Weingarten (Württemberg) in den Bereichen Technik, Wirtschaft und Sozialwesen. Sie ist Gründungsmitglied im 2022 errichteten Promotionsverband der Hochschulen für angewandte Wissenschaften Baden-Württemberg.

## Geschichte
Die RWU ging aus der 1964 gegründeten staatlichen Ingenieurschule für Maschinenbau in Ravensburg hervor. Ende 1971 wurde die Hochschule von Ravensburg nach Weingarten verlegt. Bis März 2005 hieß die Hochschule Fachhochschule Ravensburg-Weingarten.
Die Hochschule gehört zum Verbund Internationale Bodensee-Hochschule und ist seit 2012 Mitglied in der Hochschulföderation SüdWest (HfSW). Die Hochschule pflegt in allen Studiengängen circa 30 Partnerschaften mit Hochschulen und Universitäten. Seit 2015 ist die Hochschule Ravensburg-Weingarten mit dem „audit familiengerechte hochschule“ zertifiziert.
2019 erfolgte die Umstellung der Kommunikation auf die englische Bezeichnung der Hochschule: Ravensburg-Weingarten University of Applied Sciences – kurz »RWU«. Das neue Logo ist eine Wort-Bild-Marke, die sich aus dem Kürzel RWU und einem Löwen bildet. Der Löwe leitet sich direkt aus dem Wappen der Stadt Weingarten ab.
Im Sommer 2024 feierte die Hochschule Ravensburg-Weingarten ihren 60. Geburtstag. Im Rahmen der Feierlichkeiten fand die „RWU Anniversary Tour“ statt. Während dieser präsentierte sich die Hochschule bei verschiedenen öffentlichen Veranstaltungen, wie zum Beispiel der Landesgartenschau in Wangen. Zudem intensivierte die RWU ihr Kooperationsnetzwerk mit Schulen im Regionalverband Bodensee-Oberschwaben. Dozierende aus unterschiedlichen Fakultäten und Fachbereichen der Hochschule führten während der RWU Anniversary Tour Workshops mit insgesamt über 500 Schülerinnen und Schülern durch.

## Hochschulpartnerschaften
Die RWU unterhält mit über 60 internationalen Hochschulen und Universitäten Kooperationen. 16 Prozent der Studierenden kommen aus dem Ausland, die meisten aus Südostasien. 2001 schloss die RWU eine Hochschulpartnerschaft mit dem thailändischen Sirindhorn International Institute of Technology (SIIT). Seither besteht ein Studierendenaustausch zwischen den beiden Hochschulen. Am 28. Juni 2023 besuchte die Thailändische Prinzessin Maha Chakri Sirindhorn die Hochschule. Im Rahmen des Besuchs wurden zwei neue Kooperationsabkommen unterzeichnet.

## Studiengänge
Die Hochschule Ravensburg-Weingarten bietet Bachelor- und Masterabschlüsse in vier Fakultäten Elektrotechnik und Informatik, Maschinenbau, Soziale Arbeit, Gesundheit und Pflege sowie Technologie und Management. Dazu zählen sowohl deutsch- als auch englischsprachige Studiengänge.
Seit 2008 steht für Studierende nach dem Master-Abschluss in Zusammenarbeit mit der Universität Zielona Góra ein Promotionsstudium offen.

### Bachelorstudiengänge
- Angewandte Informatik
- Angewandte Psychologie
- Betriebswirtschaftslehre und Management
- Elektromobilität und regenerative Energien
- Elektrotechnik und Informationstechnik
- Energie- und Umwelttechnik
- Fahrzeugtechnik
- Gesundheitsökonomie
- Internet & Online-Marketing
- Maschinenbau
- Maschinenbau / Fahrzeugtechnik (ausbildungsintegrierend)
- Mediendesign & digitale Gestaltung
- Pflege
- Physical Engineering (Technik-Entwicklung)
- Physikalische Technik
- Soziale Arbeit
- Wirtschaftspsychologie
- Wirtschaftsingenieurwesen (Technik-Management)
- Wirtschaftsinformatik

### Bachelorstudiengänge auf Lehramt
(in Zusammenarbeit mit der Pädagogischen Hochschule Weingarten):
- Informatik & Elektrotechnik PLUS
- Fahrzeugtechnik PLUS
- Wirtschaftsinformatik PLUS

### Masterstudiengänge
- Angewandte Gesundheitswissenschaft
- Betriebswirtschaftslehre und Unternehmerisches Handeln
- Digital Business & Marketing Intelligence
- Electrical Engineering and Embedded Systems
- Informatik
- Mechatronics
- Produktentwicklung im Maschinenbau
- Soziale Arbeit und Teilhabe
- Technik-Management und Optimierung
- Umwelt- und Verfahrenstechnik
- Wirtschaftsinformatik

### Berufsbegleitende Masterstudiengänge
Die Akademie für Wissenschaftliche Weiterbildung Bodensee-Oberschwaben bietet als Bestandteil der RWU neben Seminaren und Lehrgängen zwei berufsbegleitende Masterstudiengänge an:
- International Business Management & Sustainability
- Management im Sozial- und Gesundheitswesen

## Alumni
- Paul Ehrenhardt (* 1985), deutscher Musiker
- Manfred Lucha (* 1961), deutscher Politiker (Bündnis 90/Die Grünen)

## Rankings
Im bundesweiten Hochschul-Ranking der Zeitschrift Wirtschaftswoche landen die Studiengänge des Bereichs „Wirtschaftsinformatik“ im Jahr 2018 erneut in den Top Ten. Der Wirtschaftsingenieurstudiengang Technik-Management sowie die Studiengänge Angewandte Informatik und Maschinenbau belegten mehrfach Spitzenplätze beim CHE-Ranking in Kooperation mit der Wochenzeitung „Die Zeit“.